# Puerto Toro
Puerto Toro ist eine Siedlung auf Feuerland im äußersten Süden von Chile mit 55 Einwohnern (2017). Puerto Toro ist der südlichste dauerhaft bewohnte Ort der Erde außerhalb der Antarktis.
Die Bevölkerung des Ortes setzt sich hauptsächlich aus Fischerfamilien zusammen. Während der Saison der südlichen Königskrabben steigt die Bevölkerungszahl der Siedlung an.

## Geografie
Gelegen in der Kommune Cabo de Hornos, welche zur Provinz Antártica Chilena gehört, befindet sich Puerto Toro an der Ostküste der Insel Navarino. Die Siedlung liegt (Luftlinie) ungefähr 37 km südöstlich von Puerto Williams, dem Hauptort der Kommune, und 85 km südlich von Ushuaia in Argentinien.

## Geschichte
Der Goldrausch auf Feuerland war ein entscheidender Faktor für die Entstehung des Ortes. Aufgrund dessen und des Wunsches wegen, den Handel in der Region zu etablieren sowie ein Verwaltungszentrum für das entlegene Gebiet zu schaffen, entschied die chilenische Regierung, eine Siedlung im äußersten Süden des Landes zu gründen. Zwischen Juli und September 1892 kamen 424 Menschen mit fünfzehn Schiffen an die Stelle des heutigen Ortes, um dort zu siedeln. Offiziell wurde Puerto Toro im November 1892 von dem damaligen Gouverneur Señoret gegründet; auch als Symbol für den chilenischen Anspruch auf Feuerland, dessen Zugehörigkeit zwischen Argentinien und Chile umstritten war.
Als keine bedeutenden Goldvorkommen gefunden wurden, verringerte sich die Bevölkerungszahl drastisch. Trotz des Bevölkerungsrückgangs war Puerto Toro ein bedeutender Ausgangspunkt für Expeditionen auf der Insel und die Erschließung derer.

## Tourismus
Die Siedlung ist Teil der Route am Ende der Welt, einer Touristikroute, die sie als südlichen Punkt des Landes hervorhebt.